# Rauden (Boxberg)
Rauden, obersorbisch Rudejⓘ, ist ein Ortsteil im Südwesten der sächsischen Gemeinde Boxberg/O.L. im Landkreis Görlitz. Der Ort zählt zum offiziellen sorbischen Siedlungsgebiet in der Oberlausitz.

## Geographie

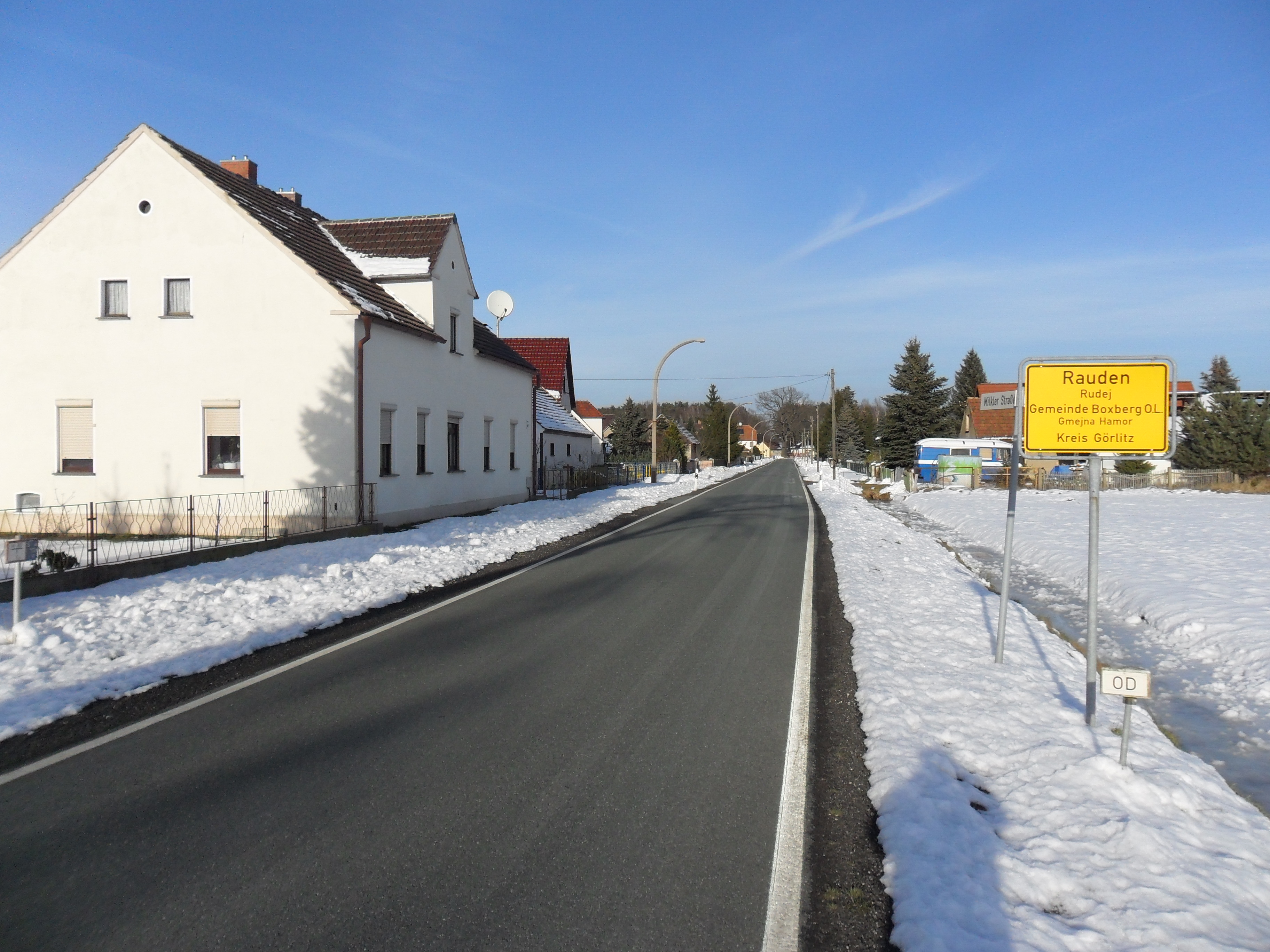
Rauden – ein Straßendorf in der Lausitz

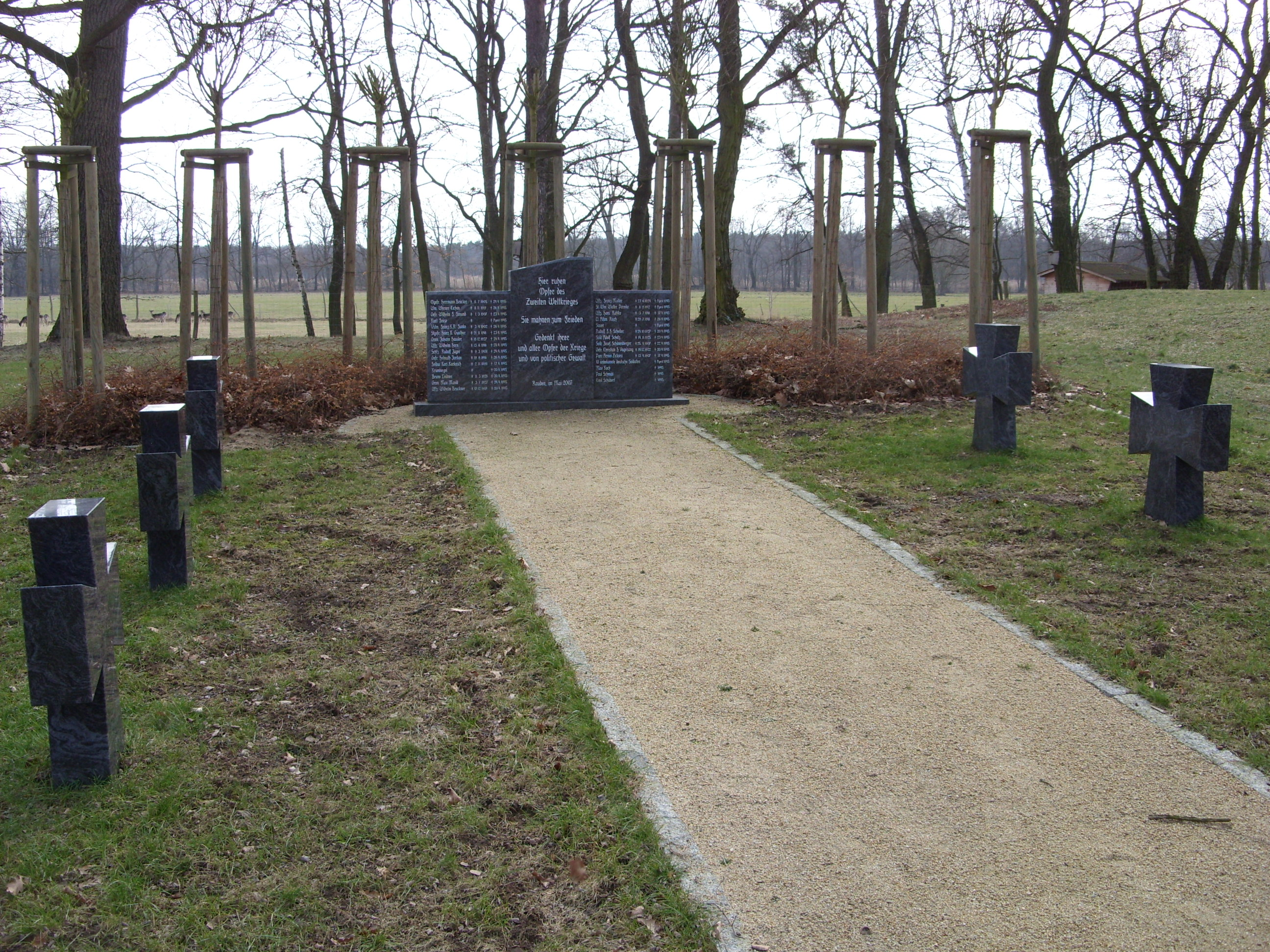
Kriegsgefallenendenkmal am östlichen Ortsausgang

Gemeinsam mit dem nordöstlich gelegenen Nachbarort Mönau liegt Rauden in Form eines Straßendorfes inmitten des Biosphärenreservates Oberlausitzer Heide- und Teichlandschaft an der Straße von Uhyst (Spree) nach Milkel. Im Westen erstrecken sich die Driewitz-Milkeler Heiden, eines der größten zusammenhängenden Waldgebiete der Oberlausitz.
Umgebende Ortschaften sind Drehna im Norden, Uhyst im Nordosten, Teicha im Südwesten und Driewitz im Nordwesten.

## Geschichte
Rauden wird erst relativ spät urkundlich erwähnt. Die frühestbekannte Stelle ist auf einer Urkunde des Bautzener Domstiftsarchivs aus dem Jahr 1542. Dort wird der Ort bereits mit seiner heutigen Schreibweise genannt. Ein Vorwerk des Rittergutes Mönau ist für das 18. Jahrhundert belegt.
Durch die Befreiungskriege und den anschließenden Wiener Kongress wird 1815 die neue sächsisch-preußische Grenze südöstlich entlang des Dorfes gezogen. Zunächst wird Rauden dem preußisch-brandenburgischen Landkreis Spremberg zugeordnet, bevor aus diesem 1825 der Landkreis Hoyerswerda herausgelöst und in die preußische Provinz Schlesien eingegliedert wird. Bereits 1823 wird Rauden vom sächsischen Milkel nach Uhyst umgepfarrt.
Die 1810 eingerichtete einklassige Schule erhält 1900 einen Neubau, in dem auch Schüler aus Mönau und Lieske unterrichtet werden.
Am 1. April 1938 wird Rauden nach Mönau eingemeindet, wobei die Gemeindeverwaltung in Rauden verbleibt.
Nach dem Zweiten Weltkrieg wird der schlesische Teil der Oberlausitz, der westlich der Lausitzer Neiße liegt, wieder dem Land Sachsen angeschlossen.
Durch die Verwaltungsreform von 1952 liegt Rauden im südlichen Teil des nunmehr verkleinerten Kreises Hoyerswerda. Im gleichen Jahr wird der Schulunterricht nach Uhyst verlagert.
Zum 1. März 1994 wird die Gemeinde Mönau nach Uhyst eingegliedert. Da der Landkreis Hoyerswerda nur noch bis zum 31. Dezember 1995 besteht, werden in der Gemeinde die Bürger befragt, ob sie lieber zum Landkreis Kamenz oder zum Niederschlesischen Oberlausitzkreis mit dem Kreissitz Niesky gehören wollen. Bis auf den Ortsteil Lippen spricht sich die Mehrheit der Gemeinde für einen Wechsel in den Niederschlesischen Oberlausitzkreis zum 1. Januar 1996 aus. Knapp 12 Jahre später, am 1. Oktober 2007, schließt sich die Gemeinde Uhyst der Gemeinde Boxberg an.

### Bevölkerungsentwicklung
| Jahr | Einwohner |
| ---- | --------- |
| 1825 | 105       |
| 1871 | 151       |
| 1885 | 130       |
| 1905 | 140       |
| 1925 | 143       |
| 1999 | 107       |
| 2007 | 90        |
| 2008 | 86        |
| 2020 | 75        |

Im Jahr 1777 wirtschaften in Rauden 9 besessene Mann, 1 Gärtner und 8 Häusler.
Zwischen 1825 und 1871 steigt die Einwohnerzahl von 105 auf 151. Danach fällt sie auf 130 im Jahr 1885 ab. Zu dieser Zeit ist die Bevölkerung gemäß der Statistik von Arnošt Muka gänzlich sorbisch. Bis in die zweite Hälfte des 20. Jahrhunderts hält sich die sorbische Sprache hier deutlich besser als in anderen Dörfern der Region. So zählt Ernst Tschernik in der Gemeinde Mönau-Rauden noch 1956 einen sorbischsprachigen Bevölkerungsanteil von 82 %. Der Sprachwechsel zum Deutschen erfolgt erst in der zweiten Hälfte des 20. Jahrhunderts.
Bis 1925 steigt die Einwohnerzahl wieder leicht auf 143 an. Gemessen an der Bevölkerung ist Rauden etwas größer als Mönau. Rund 80 Jahre später hat Rauden nur noch etwa 110 Einwohner, deren Zahl sich nach der Jahrtausendwende nochmals verringert.
Rauden hat eine Freiwillige Feuerwehr.

### Ortsname
Der Name Rauden leitet sich vom westslawischen Wort ruda ‘Eisenstein, rote Erde’ ab. Er deutet an, dass es in Rauden früher Vorkommen von Raseneisenstein gegeben haben muss.